# Juan José Álvarez
Juan José Álvarez (Hurlingham, Provincia de Buenos Aires, Argentina, 25 de mayo de 1955) es un abogado y político argentino perteneciente al justicialismo que se ha desempeñado como diputado nacional (2003-2011) y ministro de Justicia, Seguridad y Derechos Humanos durante la presidencia de Eduardo Duhalde (2002-2003).
Fue elegido en 1995 como el primer intendente del partido de Hurlingham, el que había sido creado recientemente como resultado de la división del antiguo municipio de Morón y reelegido en 1999. Dejó el cargo en el año 2001, siendo reemplazado por Luis Emilio Acuña como interino.
Durante su primera gestión, la creación del municipio de Hurlingham fue presentada en la Escuela de Gobierno John F. Kennedy (Universidad de Harvard) como estudio de caso sobre descentralización municipal, redactado por Howard Husock, cuya ficha consigna como fuente de financiamiento al Municipio de Hurlingham. En la cobertura de prensa local, el proyecto fue presentado como «caso piloto» en Harvard y se reseñaron los criterios de evaluación del proceso de autonomía; en esa misma nota, el intendente calificó como exitoso el proceso y enumeró logros de gestión.

Entre octubre y diciembre de 2001 fue ministro de Seguridad de la provincia de Buenos Aires, designado por Carlos Ruckauf. Tras la crisis de diciembre de ese año, el presidente Adolfo Rodríguez Saá lo designó secretario de Seguridad Interior de la Nación, puesto que desempeñó hasta julio de 2002 al asumir el cargo de ministro de Duhalde.

## Trayectoria
Egresó como abogado de la Universidad Católica Argentina, estudios que comenzó en la década de 1970, que debió abandonar tras el fallecimiento de su padre, pudiéndose egresar en la década de 1980. Se retiró de la política en 2015 de manera definitiva, para dedicarse a trabajar como abogado laboralista en Hurlingham.

### Participación en la SIDE
Según varias investigaciones periodísticas -confirmado por él al ser consultado luego que la información salió a la luz- trabajó para la SIDE (Secretaría de Inteligencia del Estado) durante la última dictadura. Según Álvarez fue poco más que un ordenanza y no fue agente operativo ni analista.

## Publicaciones
- Crisis de gobernabilidad y control en Argentina: propuestas para una reforma institucional. Buenos Aires: Ciudad Argentina, 2007. 342 pp. ISBN 978-84-95823-56-4.[8][9][10]

Obra de análisis institucional que, partiendo del diagnóstico de obstáculos persistentes tras dos décadas de democracia, sostiene que la lógica de «emergencia permanente» normalizó situaciones de excepción en la gestión pública; examina ejes como el hiperpresidencialismo y los mecanismos de control, y propone reformas para equilibrar eficacia gubernamental y control del poder.